# Orconectes immunis
Orconectes immunis är en kräftdjursart som först beskrevs av Hagen 1870.  Orconectes immunis ingår i släktet Orconectes och familjen Cambaridae. IUCN kategoriserar arten globalt som livskraftig. Inga underarter finns listade i Catalogue of Life.

## Bildgalleri

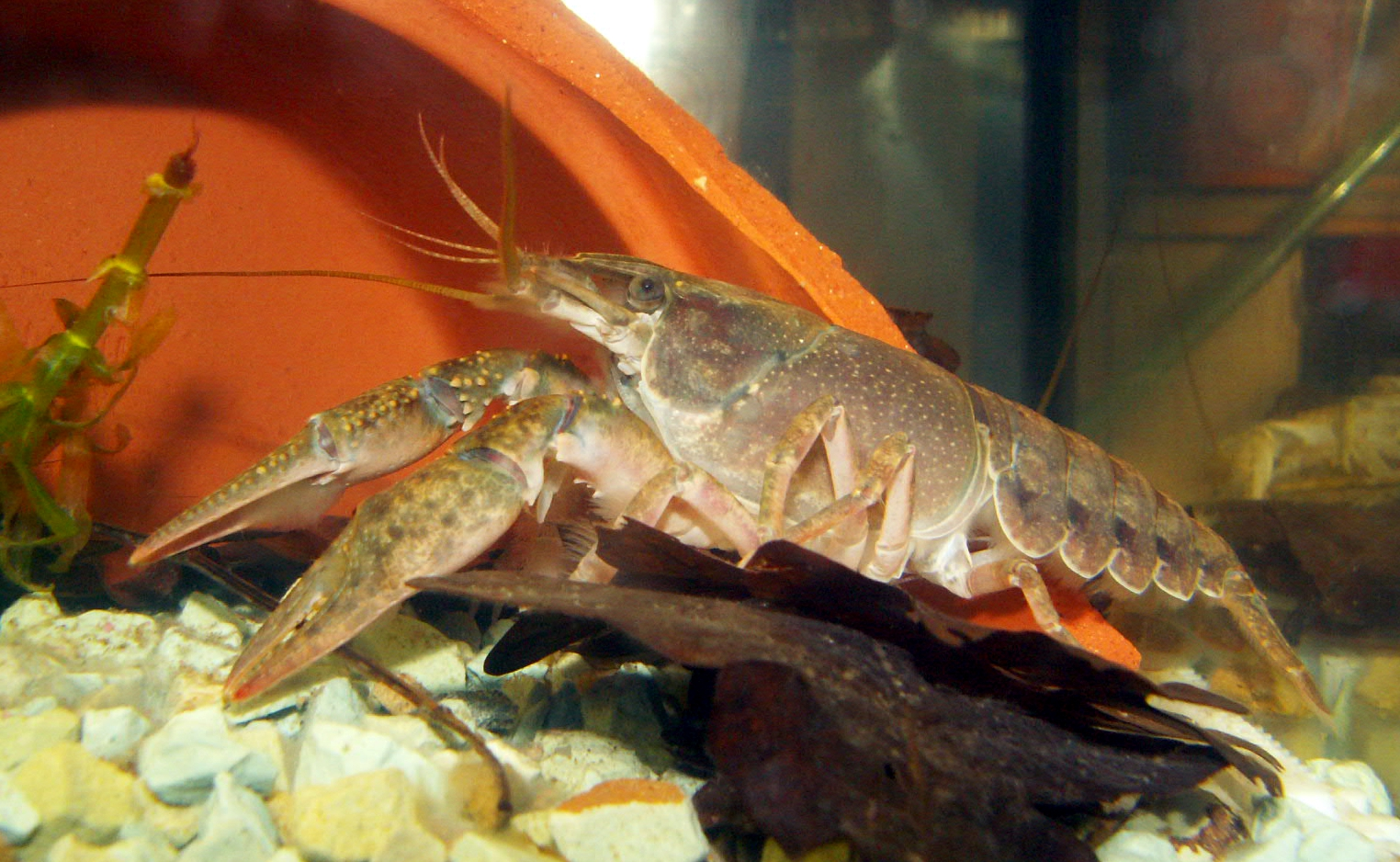